# Circondario di Velletri
Il circondario di Velletri fu uno dei circondari italiani storici ora soppressi.

## Storia
Il circondario di Velletri venne istituito nel 1870 come suddivisione della nuova provincia di Roma; il territorio circondariale corrispondeva a quello della vecchia delegazione apostolica di Velletri dello Stato Pontificio.
Il circondario di Velletri venne soppresso nel 1926 e il territorio assegnato al circondario di Roma.

## Mandamenti
- Mandamento di Cori
- Mandamento di Segni
- Mandamento di Sezze
- Mandamento di Terracina
- Mandamento di Valmontone
- Mandamento di Velletri